# Municipio de Elm Tree
El municipio de Elm Tree (en inglés: Elm Tree Township) es un municipio ubicado en el condado de McKenzie en el estado estadounidense de Dakota del Norte. En el año 2010 tenía una población de 44 habitantes y una densidad poblacional de 0,39 personas por km².

## Geografía
El municipio de Elm Tree se encuentra ubicado en las coordenadas 48°5′16″N 102°54′11″O / 48.08778, -102.90306. Según la Oficina del Censo de los Estados Unidos, el municipio tiene una superficie total de 113.67 km², de la cual 101,09 km² corresponden a tierra firme y (11,06 %) 12,57 km² es agua.

## Demografía
Según el censo de 2010, había 44 personas residiendo en el municipio de Elm Tree. La densidad de población era de 0,39 hab./km². De los 44 habitantes, el municipio de Elm Tree estaba compuesto por el 93,18 % blancos, el 4,55 % eran amerindios, el 2,27 % eran de otras razas. Del total de la población el 2,27 % eran hispanos o latinos de cualquier raza.